# Криптозоологија
Криптозоологија је псеудонаука која проучава бића за која се претпоставља да постоје, али нису званично класификована (тзв. криптиди).
Назив криптозоологије сложеница је од три речи: криптос, што значи скривен; зоос, што значи животињски; и логос, што значи наука.
Криптозоолози се ослањају на повремене извештаје очевидаца о чудним бићима која се разликују од познатих и класификованих животиња. За та бића користи се израз „криптиди“, реч коју је у употребу увео Џон Вал 1983.

## Општи увод
Увођење новог термина „криптозоологија“ се често приписује зоологу Бернарду Хувелмансу. Међутим, у својој књизи „У потрази са морским змијама“, Хувелманс је увођење у употребу овог израза приписао шкотском истраживачу и авантуристи Ивану Т. Сандерсону. Истражујући порекло ове псеудонаучне дисциплине Хувелманс је у свом делу „У потрази за непознатим животињама“, објављеном 1955. године као њеног творца навео Ентонида Корнелијуса Удеманса (Anthonid Cornelis Oudemans) и његову студију „Велике морске змије“ из 1892. године. Хевелманс је сматрао да криптозоологија мора да има научну основу, али да њен истраживачки приступ мора да буде отвореног и интердисциплинарног карактера. Он је такође истакао да се посебна пажња мора поклонити локалним, урбаним и фолклорним изворима који описују ова бића. Иако су углавном препуне разних фантастичних елемената, народне приче често садрже ситне делиће истине и значајне информације у вези са овим створењима.
Лорен Колеман, модерни популаризатор криптозоологије је у својој књизи „Том Слик: Стварни сусрети у криптозоологији“ хронолошки обрадио историју криптозоологије и дао преглед најзначајнијих научника из ове области.
Још једна од значајних књига која се бави криптозоологијом је дело Вилија Леја под називом „Егзотична зоологија“, објављено 1959. године. Иако је Леј био познатији по својим радовима на тему ракетне технологије и сродним темама, прошао је обуку из палеонтологије и написао је већи број књига о животињама. Лејова збирка „Егзотична зоологија“ има извесног значаја за криптозоологију зато што се у њој обрађују теме као што су „Јети“, морске змије и изумрли диносауруси. Прво поглавље књиге, под називом „Мит“, разматра могућност да су описи појединих легендарних створења, као што су једнорози или киклопи, можда засновани на стварним животињама (тј. погрешним описом животиња или њихових остатака). Најригорознија научна анализа криптида може се наћи у делима британског зоолога и криптозоолога др. Карла Шукера (Karl Shuker), који је средином 80-их година 20. века објавио 12 књига и више чланака на тему криптозоологије.

## Званична наука и криптозоологија
Многи криптозоолози сматрају да криптозоологија заслужује признање као званична научна дисциплина - неки од њих су цењени научници из различитих области. Ипак, криптозоологија никада није у потпуности званично прихваћена од стране научне заједнице. Криптозоологија се не може студирати ни на једном од светских универзитета. Неки криптозоолози поистовећују своје научне методе са методама ригорознијих научних дисциплина као што је зоологија или антропологија - ипак, криптозоологија се често сматра псеудонауком од стране зоолога и биолога.
Највеће критике званичне науке упућене су криптозоолозима који заступају постојање „чувених“ мега-фауна криптида (као што су бигфут, јети или чудовиште из Лох Неса), чије постојање наука још није доказала. Историчар Мајк Деш приметио је да мало научника спори постојање хиљада непознатих животињских врста, нарочито кичмењака, које још нису откривене. Ипак, већина криптозоолога не показује интересовање за проучавање и каталогизацију новооткривених врста мрава или буба. Према Дашу, напори криптозоолога углавном су усмерени ка откривању „неухватљивих“ створења која већ више деценија успешно избегавају напоре научне заједнице са циљем потврде њиховог постојања и које су, штавише, окарактерисане од стране званичне науке као врсте за које је мало вероватно да ће остати неоткривене. Скептици у научним круговима заступају став да криптиди као што је Бигфут, не само да морају намерно да избегавају контакт са људском врстом како би избегли детекцију, већ да би њихова бројност, у циљу даље репродукције, морала да се мери стотинама јединки, што би олакшало могућност њиховог откривања.. Упркос извештајима о виђењима криптида широм света и упркос значајној величини ових створења, до данас није прибављен ни један неоспоран доказ (нпр. живи или мртви примерак) који потврђује њихово постојање.
Скептици такође истичу да би легендарна „језерска чудовишта“ за која се верује да су праисторијски рептили, морала да живе неопажено у језерима чија вода је толико хладна да у њима није могућ опстанак ни једне познате врсте морских гмизаваца - и то на тако малом станишту које због малог простора и сиромашних извора хране не може да подржава значајнију популацију. Морске животиње са плућима као код сисара и плезиосауруса морале би да израњају на површину воде како би удахнуле ваздух, због чега је тешко поверовати да су до данас остале неоткривене.
Ипак, криптозоолози истичу да је добар део планете још увек неистражен, а нарочито подморје, због чега сматрају да највероватнији изглед да стекну званично научно признање имају њихове теорије које се односе на постојање неоткривених морских врста. Радећи таблицу вероватноће открића нових створења, Пакстон је установио да најмање 47 великих океанских врста још увек није откривено. Последња скорашња открића мегамут ајкуле и Coelacanth говоре у прилог тврдње да поједине велике морске врсте још увек успешно избегавају детекцију.